# 플로토사우루스

각 표본과 사람의 크기비교

플로토사우루스는 백악기 후기인 7060만 년 전부터 6550만 년 전까지 살았던 모사사우루스과의 속이다. 길이는 13m까지 자라지만 크기는 모사사우루스보다 작다. 모사사우루스의 동물들 중 가장 물속 환경에 잘 적응했다. 다른 근연종들에 비해 지느러미발이 좁고, 꼬리지느러미는 컸으며, 몸은 방추형이어 헤엄치기 유리했다. 이런 특징들로 인해 모사사우루스 중 가장 빠르게 이동할 수 있었다.